# Кубок братьев Агеевых и олимпийских чемпионов Юрия Постригай и Александра Дьяченко
Кубок братьев Агеевых и олимпийских чемпионов Юрия Постригай и Александра Дьяченко по гребле на байдарках и каноэ (AAACUP) — ежегодный международный турнир по гребле на байдарках и каноэ, который проводится в России с 2001 года. В 2020 году был включен в календарь Международной Федерации Каноэ ICF. В рамках кубка проходят всероссийские соревнования, включённые в единый календарный план Министерства Спорта России.

## История
Основатели турнира — Александр и Андрей Агеевы. Первый турнир братьев Агеевых прошел в 2001 году в г. Волжский. В соревнованиях приняли участие около 200 юных гребцов на байдарках и каноэ из Волжского, Волгограда, Краснослободска и Калача-на-Дону. Они соревновались в одиночках и двойках на дистанциях 200 и 500 метров.
Кубок братьев Агеевых проходил в Волжском с 2001 по 2016 год. За это время в соревнованиях приняли участие более 5000 спортсменов, которые разыграли 800 комплектов медалей.
В 2017 году к организаторам присоединились олимпийские чемпионы Юрий Постригай и Александр Дьяченко.
С 2017 года Кубок стал проходить в Москве и получил статус международного.
За время проведения турнира приняли участие 4 Олимпийских чемпиона, 10 призёров Олимпийских игр, 15 Чемпионов Мира, 25 призёров чемпионатов мира, 19 чемпионов Европы и 33 призёра чемпионатов Европы.
По состоянию на 2020 год призовой фонд турнира — 150 000 евро.
В 2020 году приняло участие более 1200 участников.
В 2021 году Кубок братьев Агеевых проходил с 26 по 29 августа. В Кубке приняло участие более 1000 спортсменов и любителей из 19 стран мира. Всего было разыграно 211 комплектов медалей. Было проведено 668 заездов, включая показательные, среди которых было 20 экипажей лодок «дракон».
В «суперспринте» (гонки в мужской байдарке-одиночке) победителем стал олимпийский чемпион Токио 2020 венгр Шандор Тотка, прошедший стометровку за 17,54 секунды. Серебряную медаль выиграл призер Кубка мира латыш Роберт Акменс (17,60 секунды), а бронзовую — призер чемпионатов Европы и мира литовец Артурас Сейя с результатом 17,80 секунды.
В 2022 году соревнования проходили с 25 по 28 августа. Они были посвящены десятилетию победы Постригай и Дьяченко на Олимпийских играх в Лондоне, где они завоевали золотые медали в заезде байдарок-двоек на дистанции 200 метров. В кубке приняли участие более 1000 спортсменов из 31 региона России, а также из Италии, Сербии, Казахстана, Узбекистана, Таджикистана, Кыргызстана, Приднестровья, Донецкой Народной Республики, Луганской Народной Республики и Беларуси.
В 459 заездах гребцы разыграли 289 комплектов медалей на различных дистанциях и в различных возрастных категориях.
В рамках Кубка в 2022 году команда, состоящая из 10 гребцов, установила мировой рекорд на гребном тренажёре Concept2 на дистанции 1 млн метров в категории Small Team Million Meters (возраст участников находился в пределах 30-39 лет). Спортсмены преодолели дистанцию длиной в 1 млн метров за 2 дня и 17 часов. До этого рекорд в данной возрастной группе принадлежал спортсменам из Новой Зеландии — чуть более чем 3 дня и 8 часов.
В 2022 году в Кубке Агеевых участвовал трехкратный олимпийский чемпион по лыжным гонкам Александр Большунов, он финишировал пятым в шоу-заезде среди байдарок-четверок.
На протяжении четырех дней турнира AAACUP 2022 результаты российских и белорусских гребцов суммировались в отдельный зачет «Россия vs. Беларусь». Сборные были представлены составами, которыми они обычно выступают на чемпионатах мира. Перед последней гонкой турнира россияне вели в счете. Однако команда белорусских гребцов выиграла заключительный заезд на лодках «Дракон», в результате  – обе сборные набрали одинаковое количество очков (по 325).

## Программа соревнований (дисциплины)

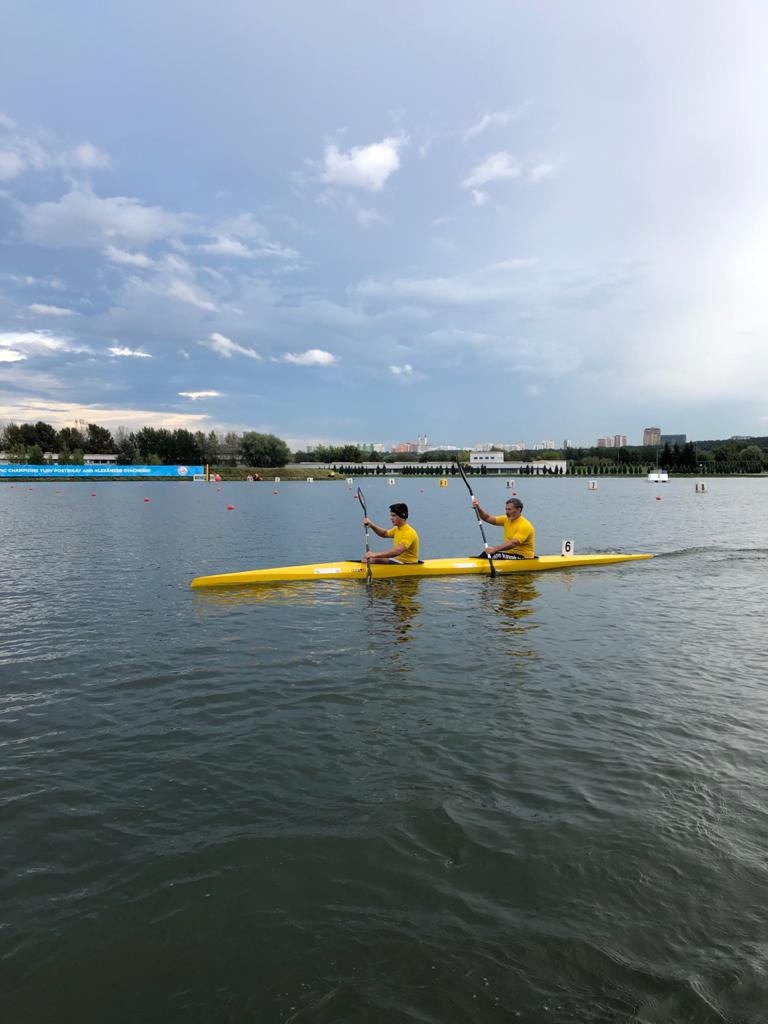
Проведение турнира в 2020 году

Программа Кубка включает в себя следующие дисциплины и дистанции:
- Гонка СУПЕРСПРИНТ/SUPERSPRINT
- Эстафета в одиночках 4х200 метров
- Смешанная эстафета в двойках 4х200 метров
- Соревнования SUP 200 метров
- Гонка СУПЕРФОРС / SUPERFORCE (до 2021)
- СУПЕРСКИЛЛ / SUPERSKILL 350 метров (с 2022)
- Гонка СУПЕРСКУЛ / SUPERSCHOOL
- Показательные заезды

Всероссийские соревнования проходят среди юношей и девушек в различных категориях и возрастах.
2-ки, 4-ки, байдарки и каноэ:
- 13-14 лет (до 15 лет)
- 15-16 лет (до 17 лет)
- 17-18 лет (до 19 лет)

## Регистрация на мероприятие
Регистрация на летний кубок AAACUP обычно открывается в начале июня. С 2020 года для оптимизации процесса регистрации оргкомитет соревнований использует программное обеспечение SportCRM. Команда SportCRM уже не первый год активно помогает в организации мероприятия.
Важной отличительной особенностью является возможность выбора команды в так называемых "двойках", "четверках" и в семейных заездах.
Одновременно с выбором категории система автоматически проставляет сумму Стартового взноса, который считается по специальным формулам в зависимости от выбранных спортсменом параметров. То есть в паре "Отцы и дети" система не берет взнос с младшего участника. Также бесплатное участие у спортсменов Всероссийских соревнований.